# Groep-De Groot
De Groep-De Groot was een Nederlandse verzetsgroep ten tijde van de Tweede Wereldoorlog. De groep bestond uit 88 medewerkers, waarvan er 25 zijn omgekomen.

## Geschiedenis
De groep ontstond vanuit humanistisch-socialistische jongeren die een bijdrage wilden leveren aan geweldloos verzet. De leden waren al snel na de bezetting actief, vooral vanuit Noord-Nederland met het hoofdkwartier in Groningen. Uiteindelijk maakte de groep het met zo'n honderd medewerkers en contacten in het hele land mogelijk dat twee vijfde van alle onderduikers elke maand voorzien werden van distributiebonnen en andere benodigdheden. Ook vervaardigde de groep de nodige vervalsingen van bijvoorbeeld persoonsbewijzen en distributiestamkaarten. Meerdere groepsleden herbergden (met name Joodse) onderduikers en hielpen om onderdak voor onderduikers te vinden. Een deel van de groepsleden hield zich naast het andere verzetswerk ook nog bezig met het drukken en verspreiden van De Vonk (verzetsblad), een illegaal verzetsblad. Na de spoorwegstaking van 1944 was de Groep-De Groot ook betrokken bij het ondersteuningswerk voor ondergedoken spoorwegmensen.
Veel leden van de groep zijn vanwege hun verzetswerk gearresteerd, gemarteld in het beruchte Scholtenhuis in Groningen en daarna vermoord of omgekomen in concentratiekampen of bij gevangenentransporten.

## Verzetsactiviteiten
Gerrit Boekhoven gaf leiding aan de groep. Hij was bedrijfsleider van de Noord-Nederlandse Clichéfabriek en een kundig vervalser van bijvoorbeeld persoonsbewijzen. Verschillende medewerkers van de Noord-Nederlandse Clichéfabriek en mensen van andere drukkerijen sloten zich aan bij de groep. Ook bouwde de groep een netwerk op met gemeenteambtenaren en medewerkers van distributiekantoren om zo aan de nodige formulieren en distributiebonnen te kunnen komen. Daarbij werd een landelijk netwerk opgezet voor het bezorgen van de vervalste papieren (persoonsbewijzen en distributiestamkaarten) en distributiebonnen op adressen met onderduikers.
Verschillende leden van de Groep-De Groot herbergden zelf onderduikers en een aantal leden van de groep hield zich bezig met het plaatsen en verplaatsen van onderduikers. De groep gaf al vroeg in 1942 aandacht aan het herbergen van Joodse onderduikers, terwijl een organisatie als de LO (de Landelijke Organisatie voor Hulp aan Onderduikers) pas echt van de grond kwam in 1943 toen steeds meer Nederlanders gingen onderduiken om te voorkomen dat ze voor de Duitse oorlogsindustrie moesten werken.
Een derde activiteit, waar een beperkt aantal leden van de groep zich mee bezig hield, was het drukken en verspreiden van De Vonk (verzetsblad), een landelijk illegaal verzetsblad dat de internationale socialistische gedachte propageerde. Eerst werd het blad in Amsterdam vervaardigd, maar al gauw ging de Groninger Vonk-medewerkers ertoe over om uit Amsterdam overgebrachte kopij zelf te bewerken en te vermenigvuldigen. Latere nummers van De Vonk werden gedrukt, zowel in Oldehove als in Groningen, waarbij het oplagecijfer opliep tot ruim 20.000.
Een vierde activiteit, waar een aantal leden van de groep zich mee bezig hield vanaf eind 1944, was het organiseren van de financiële en materiële ondersteuning van spoorwegmensen en hun gezinnen die door de spoorwegstaking van 1944 geen inkomsten meer hadden. Gerrit Boekhoven was persoonlijk naar het station in Groningen gegaan om tot staken aan te sporen. En hij (sc. De Groep-De Groot) was door de stakingsleiding in Utrecht (ook na overleg met de TD-Groep in Amersfoort) gevraagd om de uitbetalingen aan de ondergedoken spoorwegmensen te organiseren, waarvoor 400.000 gulden werd overgebracht. Omdat veel meer geld nodig was, werd overlegd met het Nationaal Steun Fonds als verzetsfinancier. De uitvoering van gemaakte afspraken werd doorkruist door de arrestatie van Gerrit Boekhoven en zijn naaste medewerkers.

## Financiering verzetswerk
Het onderhouden van duizenden onderduikers bracht ook onkosten met zich mee. De LO werd daarbij gesteund door het Nationaal Steun Fonds, een fonds dat over ruime financiële middelen beschikte. De Groep-De Groot miste die, wat zij onder andere probeerde te ondervangen door één gulden per bonkaart te vragen. Daarmee bewaarde de groep ook haar zelfstandigheid.

## Opgerold
Bij de arrestatie van leden van Groep-De Groot speelden toeval, naïviteit en verraad een rol. Verraad door een medewerker in Enschede eind 1942 veroorzaakte de arrestatie van een drietal leden uit de kern van de Groep-De Groot in Groningen, maar het aantal arrestaties bleef toen beperkt. Naïviteit speelde een rol bij de vrouw des huizes waar Anda Kerkhoven een onderduiker had ondergebracht: deze vrouw sprak daarover met een buurman die de tip via via aan het Scholtenhuis doorgaf, wat in december 1944 leidde tot de arrestatie van Anda. Ondanks gruwelijke mishandelingen in het Scholtenhuis bleef Anda zwijgen, dus ook nu bleef het aantal arrestaties beperkt. Toeval en naïviteit speelden ook een rol bij de aanhouding van Hindrik Lommert begin januari 1944, die door de politie werd aangehouden wegens diefstal van dekens. In de cel werd hij echter bij een verklikker geplaatst die hij vertelde over een verblijfplaats met geheime papieren. Informatie in deze documenten en het door de SD volgen van daarin genoemde mensen en hun familieleden hebben geleid tot het oprollen van de kern van de Groep-De Groot.
Op 20 januari 1945 was er een actie van het Friese verzet (de bevrijding van een gevangene waarbij een Duitse SD'er en een Belgische Angestellte omkwamen) waarvoor ook Groninger gevangenen met hun leven moesten boeten. Daarbij waren ook gevangenen die verbonden waren aan de Groep-De Groot, waaronder Hindrik Lommert, Jan Willem Bukers en Hindrik Woldring (represaille in Dokkum).
Van de dertig in de loop van de oorlog gearresteerde mensen zouden nog geen tien het einde van de oorlog meemaken.